# Ratioflug Luftfahrtunternehmen
Ratioflug Luftfahrtunternehmen war eine deutsche Fluggesellschaft mit Sitz in Köln.

## Geschichte
Ratioflug wurde im Jahre 1982 gegründet und führte bis zur Einstellung des Betriebes Gelegenheitscharter-Flüge von Frankfurt nach Brüssel, Nürnberg, München, Stuttgart, Bern, Zürich, Hamburg und Berlin durch.
Unter anderem waren Touristenziele wie Mallorca auf dem Flugplan.

## Flotte

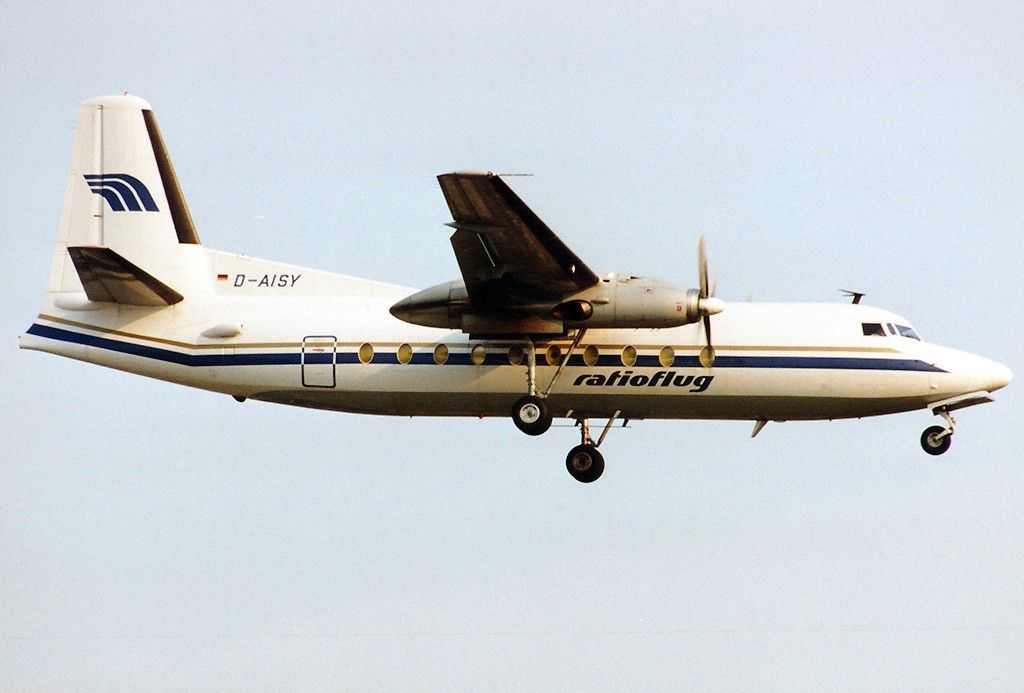
Fokker F-27-600 Friendship der Ratioflug

Vor der Einstellung des Betriebes setzte Ratioflug folgende Flugzeugmuster ein:
- Airbus A300B2
- Beech King Air 200
- Cessna 404
- Cessna 421
- Fokker 27-500
- Fokker 27-600
- Learjet 35
- Learjet 55